# Metalaeospira armiger
Metalaeospira armiger är en ringmaskart som beskrevs av Vine 1977. Metalaeospira armiger ingår i släktet Metalaeospira och familjen Serpulidae. Inga underarter finns listade i Catalogue of Life.